# 53
Cette page concerne l'année 53  du calendrier julien. Pour l'année 53 av. J.-C., voir 53 av. J.-C. Pour le nombre 53, voir 53 (nombre).
L'année 53 est une année commune qui commence un lundi.

## Événements
- Néron épouse Octavie, fille de Claude[1].

- Hérode Agrippa II cède ses droits sur le royaume de Chalcis et reçoit en échange l’ancienne tétrarchie de Philippe augmentée d’une partie de la Galilée et de la Pérée[1].
- Discours de Néron dans le Sénat romain en faveur d'Ilion, Rhodes, Apamée et Bologne : les habitants d'Ilion sont exemptés d'impôt ; Claude rend la liberté à Rhodes à la suite de la plaidoirie en grec du jeune Néron ; Apamée est exempté de tribut pour cinq ans pour se relever d'un tremblement de terre ; Bologne reçoit une aide financière pour sa reconstruction après un incendie[1].

## Naissances en 53
- 18 septembre : Trajan, empereur romain à Italica, près de l'actuelle Séville, sur le Guadalquivir.

## Décès en 53
- Aemilia Lepida.